# Julio Macat
Julio Guillermo Macat (* 20. Juni 1957 in Buenos Aires, Argentinien) ist ein US-amerikanischer Kameramann.

## Leben
Macat wurde in Rosario, Santa Fe, Argentina geboren. Mit 14 Jahren wanderte er mit seiner Familie in die USA ein. Nach seinem Schulabschluss an der Beverly Hills High School begann er als Kameraassistent für Kameramänner wie Mario Tosi und John Alcott zu arbeiten. Er entschloss sich daraufhin für ein Studium an der UCLA, welches er im Alter von 26 Jahren abschloss. Sein erster Kinofilm als Kameramann war der von Michael Schroeder inszenierte Horrorfilm Mächte des Grauens. Seitdem war er an mehr als 35 Film- und Fernsehprojekten beteiligt.
Macat ist seit dem 17. Juni 2000 mit der Schauspielerin Elizabeth Perkins verheiratet.

## Filmografie (Auswahl)
- 1986: The Hooters: Nervous Night
- 1988: Mächte des Grauens (Out of the Dark)
- 1990: Kevin – Allein zu Haus (Home Alone)
- 1991: Alienkiller (The Borrower)
- 1991: Mama, ich und wir zwei (Only the Lonely)
- 1992: Kevin – Allein in New York (Home Alone 2: Lost in New York)
- 1993: Liebling, hältst Du mal die Axt? (So I Married an Axe Murderer)
- 1994: Ace Ventura – Ein tierischer Detektiv (Ace Ventura: Pet Detective)
- 1994: Das Wunder von Manhattan (Miracle on 34th Street)
- 1995: Moonlight and Valentino (Moonlight & Valentino)
- 1996: Der verrückte Professor (The Nutty Professor)
- 1996: Ein Präsident für alle Fälle (My Fellow Americans)
- 1997: Wieder allein zu Haus (Home Alone 3)
- 1999: Verrückt in Alabama (Crazy in Alabama)
- 2001: Cats & Dogs – Wie Hund und Katz (Cats & Dogs)
- 2001: Wedding Planner – Verliebt, verlobt, verplant (The Wedding Planner)
- 2002: Ballistic (Ballistic: Ecks vs. Sever)
- 2002: Nur mit Dir – A Walk to Remember (A Walk to Remember)
- 2003: Haus über Kopf (Bringing Down the House)
- 2004: Mission: Possible – Diese Kids sind nicht zu fassen! (Catch That Kid)
- 2005: Die Hochzeits-Crasher (Wedding Crashers)
- 2006: Blind Dating
- 2007: Von Frau zu Frau (Because I Said So)
- 2008: Columbus Day – Ein Spiel auf Leben und Tod (Columbus Day)
- 2009: The Code – Vertraue keinem Dieb (Thick as Thieves)
- 2011: Winnie Puuh (Winnie the Pooh)
- 2012: Pitch Perfect
- 2013: Syrup
- 2013: Web Therapy (Fernsehserie)
- 2014: Urlaubsreif (Blended)
- 2014: Kill the Boss 2 (Horrible Bosses 2)
- 2015: Daddy’s Home – Ein Vater zu viel (Daddy’s Home)
- 2016: The Boss
- 2016: School Survival – Die schlimmsten Jahre meines Lebens (Middle School: The Worst Years of My Life)
- 2017: Daddy’s Home 2 – Mehr Väter, mehr Probleme! (Daddy’s Home 2)
- 2018: How to Party with Mom (Life of the Party)
- 2019: After the Wedding
- 2023: Brave the Dark